# Soute (ruisseau)
La Soute est un petit affluent de rive gauche de la Seugne avec laquelle elle conflue à Pons.
Cette petite rivière française constitue un affluent de la Seugne et un sous-affluent de la Charente. Elle se situe dans la partie centrale du département de la Charente-Maritime, dans la région Nouvelle-Aquitaine.

## Petite géographie hydrographique

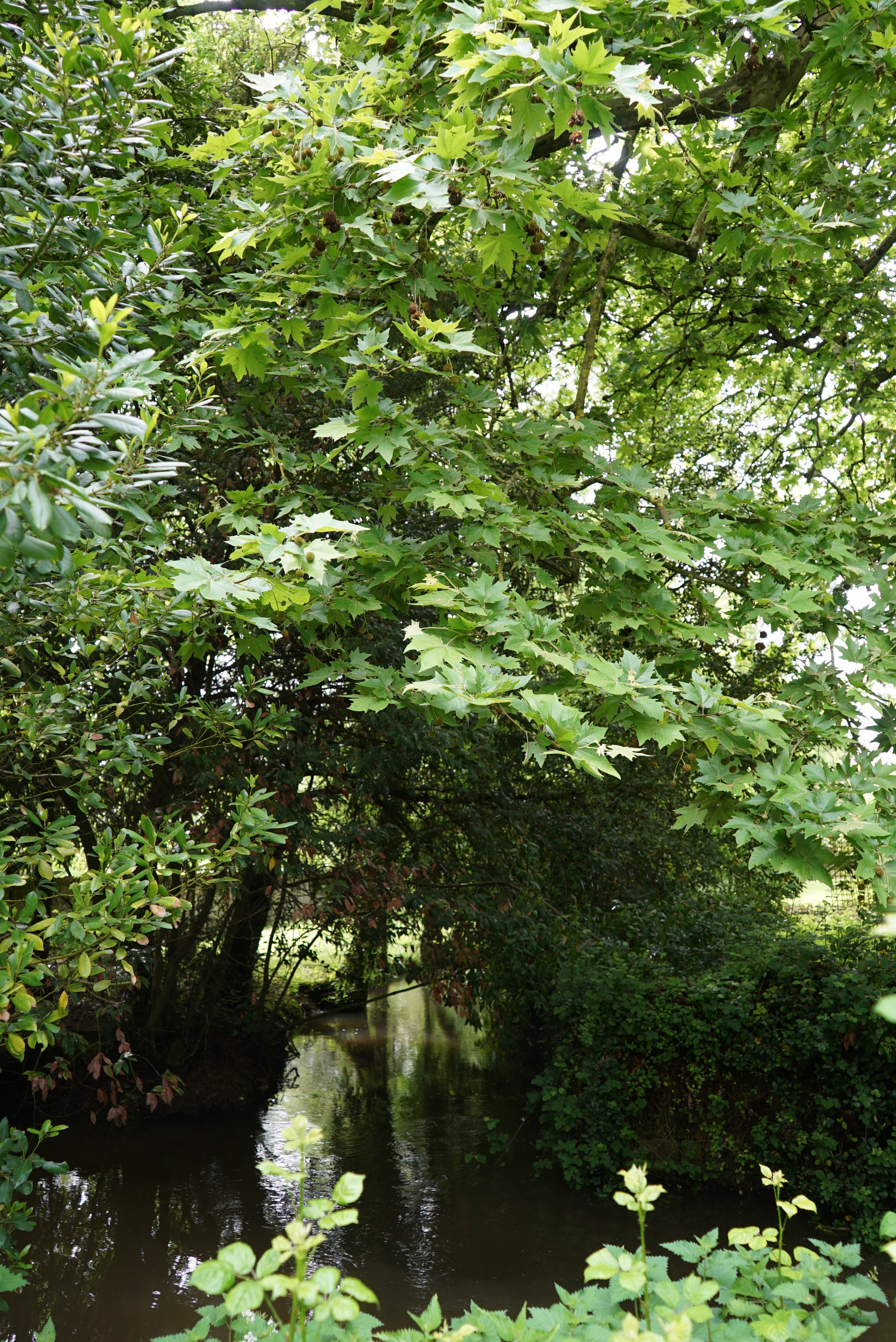
La Soute se jetant dans la Seugne derrière l'église st-Vivien.

La Soute a un cours d'une longueur totale de 15,3 km, elle rejoint un bras de la Seugne, au cœur de la ville de Pons, plus précisément au pied du promontoire qui porte le célèbre  donjon de la cité médiévale. C'est un petit affluent de rive gauche de la Seugne.

### Description du cours de la Soute
Ce modeste ruisseau naît dans la commune de Tesson, située dans le canton de Gémozac, au lieu-dit Puits d'Auché, à environ un kilomètre à l'est du bourg de Tesson et au sud du Bois des Graves, extension septentrionale de la Forêt de Pons. Son lieu de source est situé à 37 mètres d'altitude, dans une zone défrichée qui correspond à une large clairière viticole entamée dans la Forêt de Pons dès l'époque médiévale. Cette clairière porte aujourd'hui des vignes pour la production d'eaux de vie de cognac.
Le ruisseau de la Soute serpente pendant toute la longueur de son cours assez sinueux en bordure occidentale de la Forêt de Pons. En effet, il a la particularité de se trouver en limite de cette grande chênaie, composée essentiellement de chênes rouvres.
C'est que, depuis la période des grands défrichements médiévaux, la partie occidentale de la Forêt de Pons, située au-delà du vallon de la Soute, a été précocement essartée, mise en valeur et dévolue quasi exclusivement à la viticulture.
En longeant la Forêt de Pons dans la partie aval de son cours, la Soute s'enfonce de plus en plus dans un vallon, où au hameau éponyme de Soute se trouvent des falaises d'une dizaine de mètres de hauteur, propices à la pratique de l'escalade. À cet endroit, son cours est à moins de 20 mètres de hauteur et a un aspect pittoresque que renforce la présence des falaises calcaires et gréseuses du Crétacé.
Arrivée dans la ville de Pons qu'elle contourne par le sud dans un étroit vallon, la Soute conflue avec un bras de la Seugne, au pied du promontoire rocheux coiffé du célèbre donjon de Pons. Le lieu de confluence est à peine remarqué, le bras de la Seugne pouvant être confondu avec le cours même de la Soute, dont le niveau de son cours se situe à 8 mètres dans la ville.

### Indications géographiques générales

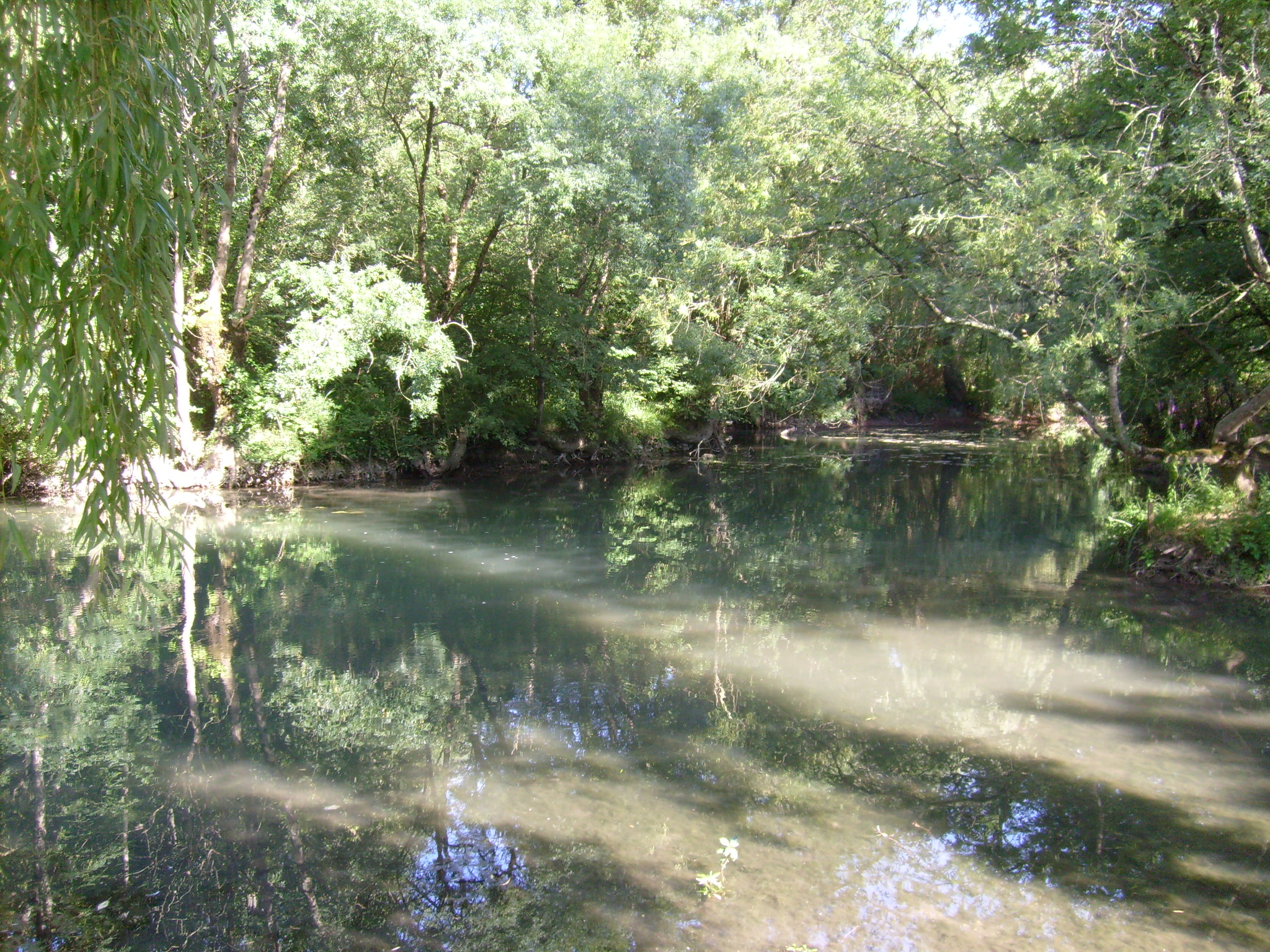
La Seugne à Pons. La Soute est un affluent de rive gauche de la Seugne avec laquelle elle conflue à Pons.

Le cours de la Soute sert la plupart du temps de délimitation administrative entre les finages communaux et les cantons, tous situés dans l'arrondissement de Saintes.
Ainsi la Soute traverse-t-elle six communes et deux cantons, ceux de Gémozac et de Pons. Les communes arrosées par cette petite rivière sont, d'amont en aval, les suivantes :
- Tesson (lieu de source à 37 m. d'altitude)
- Berneuil
- Villars-en-Pons
- Saint-Léger
- Jazennes
- Pons (lieu de confluence à 8 m. d'altitude)